# Nogometni vratar
Vratar (isto i prema engl. golman; i brankar, prema branka, gol), U nogometu, svaka momčad ima isključivo jednog vratara, čija je glavna uloga čuvanje gola. Jedini je igrač kojemu je dozvoljeno igrati rukom ili dlanom, no za to predviđenom prostoru, šesnaestercu. Tijekom utakmice svaka momčad mora imati vratara na golu, bez obzira na stanje na terenu. Uzroci gubitka vratara mogu biti:
- isključenje vratara: tada će vratar s klupe zamijeniti nekog igrača, te potom stati na gol. Ako su sve zamjene izvršene, jedan od igrača na terenu će stati na gol.
- ozljeda vratara: zamijenit će se ozlijeđeni vratar sa zdravim vratarom ako nisu sve zamjene potrošene. Ako su, pak, zamjene potrošene, jedan od igrača s terena će stati na gol.

## Rukovanje loptom
Za razliku od ostalih igrača na terenu, vratari smiju dirati loptu bilo kojim dijelom tijela, uključujući ruke i dlanove. No, i za njih postoje ograničenja:
- Korištenje ruku je dozvoljeno isključivo u vlastitom šesnaestercu.
- Vratari se ne smiju koristiti rukama ako primaju loptu od suigrača izravno iz auta ili ako im suigrač dodaje loptu nogom.
- FIFA nalaže da se, zbog živosti igre, vrataru ne dozvoljava držanje lopte u rukama duže od šest sekundi.
- Nakon što ispuste loptu iz ruku, ne smiju je ponovno uzimati u ruke dok je ne dotakne protivnik ili im je suigrač vrati glavom ili prsima. Ako se vratar ogluši na ovo pravilo, sudac će dodijeliti indirekt.

## Oprema
Vratari moraju nositi opremu koja ih jasno razlikuje od suigrača, protivnika, te sudaca na terenu. Većina vratara koristi i golmanske rukavice koje služe za zaštitu dlanova i bolje rukovanje loptom.

## Vratarova uloga u igri
Iako mogućnost igre rukama daje prednost vrataru, oni su inače kao i svaki drugi igrač na terenu. Pravila nalažu da momčad mora imati vratara, no nije nužno da vratar bude na golu, već on može igrati i u napadu. Neki vratari su čak postizali golove, najčešće kada bi njihova momčad bila u rezultatskom minusu, te u situaciji da imaju prekid ili korner pred suparničkim golom. Onda bi vratari izlazili i pokušali zabiti gol. Najpoznatiji primjer takvog vratara bio je Jimmy Glass, koji je svojim golom u sudačkoj nadoknadi spasio svoju momčad od ispadanja. Drugi način postizanja golova je iz prekida ili jedanaesteraca. Najuspješniji strijelac među vratarima u povijesti nogometa trenutačno je Brazilac Rogério Ceni iz kluba São Paulo FC sa 67 postignutih pogodaka, od kojih su 43 bila iz igre ili slobodnih udaraca. Drugo mjesto na vječnoj ljestvici najboljih strijelaca među vratarima zauzima nekadašnji paragvajski reprezentativac José Luis Chilavert sa 62 pogotka, od kojih je 17 bilo iz igre ili slobodnih udaraca. Među europskim vratarima najbolji je strijelac Nijemac Hans-Jörg Butt, trenutno pričuvni vratar Bayern Münchena, koji je u svojoj dosadašnjoj karijeri uspješno realizirao 28 jedanaesteraca igrajući za Hamburger SV i Bayer Leverkusen, od čega njih 20 u dresu HSV-a.
U Hrvatskoj se 1960-ih postizanjem pogodaka za svoj klub proslavio Hajdukov vratar Ante Vulić (otac poznatog nogometaša Zorana Vulića).

## Poznati svjetski vratari
- Thibaut Courtois
- Alisson
- Petr Čech
- Peter Schmeichel
- Gordon Banks
- Peter Shilton
- Danijel Subašić
- Gianluigi Buffon
- Dino Zoff
- Keylor Navas
- Edwin van der Sar
- Oliver Kahn
- Manuel Neuer
- Jan Oblak
- Iker Casillas
- Andoni Zubizarreta
- Lav Jašin